# Mednarodna astronomska zveza
Mednarodna astronomska zveza (angleško International Astronomical Union, kratica IAU; francosko Union Astronomique Internationale, kratica UAI) združuje nacionalna združenja astronomov celega sveta. Deluje kot vrhovna avtoriteta pri imenovanju nebesnih teles in značilnostih na njihovih površjih. Je članica Mednarodnega sveta znanosti (International Council for Science ali ICSU). Nastala je leta 1919 s sedežem v Parizu kot posledica organizacije večjega števila mednarodnih projektov. Prvi predsednik je bil Édouard Benjamin Baillaud.
Njen cilj je podpora razvoja astronomije s pomočjo mednarodnega sodelovanja.

## Generalne skupščine
Mednarodna astronomska zveza organizira generalne skupščine vsaka tri leta (razen med 2. svetovno vojno). Doslej jih je bilo 30.
V naslednjih letih je načrtovana:
- 31. generalna skupščina v letu 2021 v Busanu v Južni Koreji

Pregled generalnih skupščin v preteklosti:
| srečanje                                                            | leto | kraj                            |
| ------------------------------------------------------------------- | ---- | ------------------------------- |
| 30. generalna skupščina                                             | 2018 | Dunaj, Avstrija                 |
| 29. generalna skupščina                                             | 2015 | Honolulu, Havaji, ZDA           |
| 28. generalna skupščina                                             | 2012 | Peking, Kitajska                |
| 27. generalna skupščina                                             | 2009 | Rio de Janeiro, Brazilija       |
| 26. generalna skupščina                                             | 2006 | Praga, Češka                    |
| 25. generalna skupščina                                             | 2003 | Sydney, Avstralija              |
| 24. generalna skupščina                                             | 2000 | Manchester, Združeno kraljestvo |
| 23. generalna skupščina                                             | 1997 | Kjoto, Japonska                 |
| 22. generalna skupščina                                             | 1994 | Haag, Nizozemska                |
| 21. generalna skupščina                                             | 1991 | Buenos Aires, Argentina         |
| 20. generalna skupščina                                             | 1988 | Baltimore, Maryland, ZDA        |
| 19. generalna skupščina                                             | 1985 | New Delhi, Indija               |
| 18. generalna skupščina                                             | 1982 | Patras, Grčija                  |
| 17. generalna skupščina                                             | 1979 | Montreal, Quebec, Kanada        |
| 16. generalna skupščina                                             | 1976 | Grenoble, Francija              |
| Izredna generalna skupščina ob 500. obletnici Kopernikovega rojstva | 1973 | Varšava, Poljska                |
| 15. generalna skupščina                                             | 1973 | Sydney, Avstralija              |
| 14. generalna skupščina                                             | 1970 | Brighton, Združeno kraljestvo   |
| 13. generalna skupščina                                             | 1967 | Praga, Češka                    |
| 12. generalna skupščina                                             | 1964 | Hamburg, Nemčija                |
| 11. generalna skupščina                                             | 1961 | Berkeley, Kalifornija, ZDA      |
| 10. generalna skupščina                                             | 1958 | Moskva, Sovjetska zveza         |
| 9. generalna skupščina                                              | 1955 | Dublin, Irska                   |
| 8. generalna skupščina                                              | 1952 | Rim, Italija                    |
| 7. generalna skupščina                                              | 1948 | Zürich, Švica                   |
| 6. generalna skupščina                                              | 1938 | Stockholm, Švedska              |
| 5. generalna skupščina                                              | 1935 | Pariz, Francija                 |
| 4. generalna skupščina                                              | 1932 | Cambridge, Massachusetts, ZDA   |
| 3. generalna skupščina                                              | 1928 | Leiden, Nizozemska              |
| 2. generalna skupščina                                              | 1925 | Cambridge, Združeno kraljestvo  |
| 1. generalna skupščina                                              | 1922 | Rim, Italija                    |

## Organizacija
Članstvo v Zvezi je lahko posamezno (individualno) ali skupinsko (nacionalno, kot organizacija). Mednarodna astronomska zveza ima 9.785 posameznih članov, ki so vsi profesionalni astronomi. V zvezi je tudi 63 nacionalnih astronomskih združenj. 87 % posameznih članov je moških, 13 % pa je žensk. Trenutno je predsednica Catherine Jeanne Cesarsky iz Francije
Mednarodna astronomska zveza je razdeljena na oddelke, ki pokrivajo naslednja področja:
| oddelek | področje                                |
| ------- | --------------------------------------- |
| I       | osnovna astronomija                     |
| II      | Sonce in heliosfera                     |
| III     | planetni sestavi                        |
| IV      | zvezde                                  |
| V       | spremenljivke                           |
| VI      | medzvezdna snov                         |
| VII     | krajevna Galaksija                      |
| VIII    | galaksije in Vesolje                    |
| IX      | tehnika vidnega in infrardečega spektra |
| X       | radioastronomija                        |
| XI      | astrofizika visokih energij             |
| XII     | dejavnosti povezane z vsemi oddelki     |

Različna podpodročja po oddelkih vodijo komisije. Delovne skupine organizira Izvršni komite po oddelkih ali po komisijah. Delovne komisije prevzamejo določene naloge v nekem obdobju.
Leto 2009 je bilo Mednarodno leto astronomije v katerem je sodelovalo 103 držav (med njimi je tudi Slovenija).
Po podatkih na uradni strani IAU Slovenija ni članica Mednarodne astronomske zveze, ima pa 6 posameznih članov.

## Predsedniki  IAU
Povzeto po virih:
| - (1919–1922) Benjamin Baillaud - (1922–1925) William Wallace Campbell - (1925–1928) Willem de Sitter - (1928–1932) Frank Watson Dyson - (1932–1935) Frank Schlesinger - (1935–1938) Ernest Esclangon - (1938–1944) Arthur Eddington - (1944–1948) Harold Spencer Jones - (1948–1952) Bertil Lindblad - (1952–1955) Otto Struve - (1955–1958) André-Louis Danjon |  | - (1958–1961) Jan Oort - (1961–1964) Viktor Ambarcumjan - (1964–1967) Pol Swings - (1967–1970) Otto Heckmann - (1970–1973) Bengt Strömgren - (1973–1976) Leo Goldberg - (1976–1979) Adriaan Blaauw - (1979–1982) Vainu Bappu - (1982–1985) Robert Hanbury Brown - (1985–1988) Jorge Sahade - (1988–1991) Jošihide Kozai |  | - (1991–1994) Aleksander Bojarčuk - (1994–1997) Lodewijk Woltjer - (1997–2000) Robert Kraft - (2000–2003) Franco Pacini - (2003–2006) Ronald Ekers - (2006–2009) Catherine Cesarsky - (2009–2012) Robert Williams - (2012–2015) Norio Kaifu - (2015–2018) Silvia Torres-Peimbert - (od 2018) Ewine van Dishoeck |